# Люблинская возвышенность

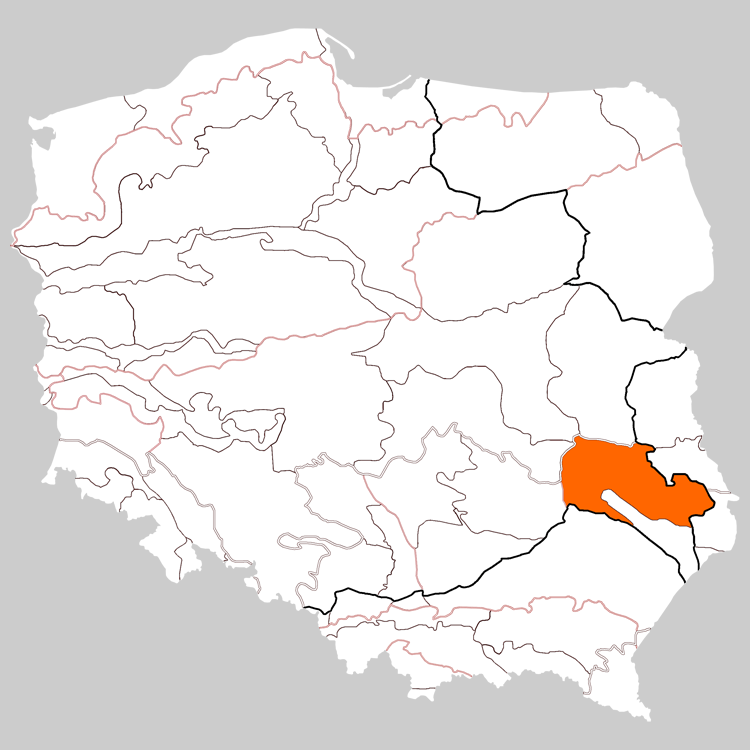
На карте Польши.

Лю́блинская возвы́шенность (пол. Wyżyna Lubelska) — возвышенность на юго-востоке Польши, в междуречье Вислы и Западного Буга.
Поверхность представляет собой всхолмлённую увалистую равнину, которая расчленена глубокими долинами рек (Вепш, Танев) и оврагами. Преобладающие высоты составляют 200—300 м, на юге — до 390 м (гряда Розточе). Возвышенность сложена преимущественно известняками и мергелями, перекрытыми лёссами. Произрастают лиственные и буково-пихтовые леса.
Большая часть территории распахана: здесь возделываются пшеница, сахарная свёкла, хмель, табак. Крупные города: Люблин, Хелм.